# Миролюбовка (Узункольський район)
Миролю́бовка (каз. Миролюбов) — село у складі Узункольського району Костанайської області Казахстану. Входить до складу Єршовського сільського округу.
Населення — 466 осіб (2021; 618 у 2009, 1005 у 1999, 1194 у 1989).